# Violet Blend
I Violet Blend sono un gruppo musicale alternative metal italiano formatosi a Firenze nel 2017.
La band ha pubblicato due full-lenght ed un live album e si è esibita in supporto a Radiohead, Garbage, Palaye Royale e molti altri.

## Storia
I Violet Blend sono una band musicale italiana nata dall'incontro tra Giada Celeste Chelli e Michel Agostini. I due iniziano a collaborare nel 2014  e in seguito decidono di fondare una band. Nel 2016 pubblicano il singolo Every Time (We Say Goodbye) su YouTube sotto il nome Violet. Nel 2017 si unisce al duo il bassista Ferruccio Baroni, dando vita ai Violet Blend. Nello stesso anno iniziano a collaborare con Lorenzo Fedi, che assume il ruolo di manager del gruppo.

### White Mask
Il 1º febbraio 2018 i Violet Blend pubblicano il loro album di debutto White Mask. La presentazione dell'album viene accompagnata da una campagna di guerrilla marketing: oltre cinquemila maschere bianche con una V viola dipinta invadono la città di Firenze, attirando l'attenzione dei cittadini e dei media nazionali, tra cui La Nazione, La Repubblica, Il Mattino e Radio Freccia, che li intervista in diretta.
Ogni copia dell'album porta sulla copertina una vera scatola di fiammiferi con la scritta "Burn your mask", messaggio provocatorio che invita a riappropriarsi delle relazioni interpersonali nell'era dei social media.
White Mask riceve consensi positivi in tutto il mondo e attira l'attenzione dell'etichetta discografica americana Eclipse Records, che scrittura la band.

### Demons
Il 1º aprile 2022 viene pubblicato l'album Demons tramite l'etichetta Eclipse Records. Dall'album vengono estratti i singoli Rock DJ, Among All These Fools, Need e La Donna Mobile. Quest'ultimo brano è la colonna sonora di “La Donna Mobile – Campagna contro le Discriminazioni e la Violenza di Genere”, un progetto sociale contro le discriminazioni e la violenza di genere a favore di AIDOS – Associazione Italiana Donne per lo Sviluppo e si avvale della collaborazione e del patrocinio del Comune di Firenze e dell’Assessorato alle Pari Opportunità, della Biblioteca Riccardiana di Firenze, del Teatro Verdi di Firenze e del Viper Theater di Firenze.
L'album è stato registrato, mixato e masterizzato presso Ivorytears Music Works di Alessandro Del Vecchio da Andrea Seveso e prodotto da Giada Celeste Chelli.

### Voices In My HeadeMy Head Is Broken
Il 2 novembre 2023 esce il singolo Voices In My Head, ad oggi il brano risulta essere è il più ascoltato di tutta la discografia della band.
Il 28 aprile 2023 esce il singolo My Head Is Broken in collaborazione con la band post-hardcore americana Tired Violence.

### Live and True
Il 27 ottobre 2023 viene rilasciato l'album Live and True, il primo album live della band. L'album è stato registrato dal vivo nel 2022 al Viper Theatre a Firenze e contiene le 17 tracce di un intero concerto eseguito a Firenze.

## Tour
I Violet Blend si sono esibiti in tutta Europa, prendendo parte a festival come il Loverocks Festival (Inghilterra), il Wildfire Festival (Scozia), l'I-Days Festival (Italia), suonando come headliner e come spalla a molte band rinomate come Radiohead, Garbage, Palaye Royale, Chris Slade (AC/DC), Vinnie Moore (Alice Cooper), Hanabie e molte altre.

## Riconoscimenti
La band ha ottenuto diversi riconoscimenti, tra cui Band Rivelazione dell'Estate 2019 del F.I.P.I., #insiemeperlamusica promosso da Cesvi, Elio e le Storie Tese e Trio Medusa, Band of the Year 2023 di Great Music Stories (UK).

## Formazione
- Giada Celeste Chelli – voce e pianoforte (2017-presente)
- Ferruccio Baroni – basso, cori (2017-presente)
- Michel Agostini – batteria, cori (2017-presente)

## Discografia

### Album in studio
- 2018 – White Mask
- 2022 – Demons

### Album dal vivo
- 2023 – Live and True

### Singoli
- 2016 – Every Time (We Say Goodbye)
- 2018 – Venus Mask
- 2018 – Numb
- 2021 – Rock DJ
- 2022 – Among All These Fools
- 2022 – Need
- 2022 – La Donna Mobile
- 2022 – Voices In My Head
- 2023 – My Head Is Broken